# Camptomyia corticalis
Camptomyia corticalis är en tvåvingeart som först beskrevs av Friedrich Hermann Loew 1851.  Camptomyia corticalis ingår i släktet Camptomyia och familjen gallmyggor. Arten är reproducerande i Sverige. Inga underarter finns listade i Catalogue of Life.